# Skazani na Shawshank (film)
Skazani na Shawshank (ang. The Shawshank Redemption) – amerykański film fabularny (dramat) z 1994 roku, w reż. Franka Darabonta z Timem Robbinsem i Morganem Freemanem w rolach głównych. Na podstawie opowiadania Stephena Kinga.
Serwis Rotten Tomatoes przyznał filmowi wynik 91%.

## Opis fabuły
Film powstał na kanwie opowiadania Stephena Kinga Rita Hayworth and Shawshank Redemption. Opowiada historię Andy'ego Dufresne'a, bankiera, który zostaje niesłusznie skazany na karę podwójnego dożywocia za zamordowanie własnej żony i jej kochanka. Trafia do więzienia Shawshank, w którym rządzą sadystyczni strażnicy i apodyktyczny naczelnik. Jednak mimo wszystko nie załamuje się.
Film nie zgromadził dużej widowni podczas wyświetlania w kinach, a dopiero rozpowszechniany na kasetach i płytach zaczął odnosić wielkie sukcesy. Obecnie często wymieniany jest w rankingach najlepszych filmów wszech czasów.

## Obsada
- Tim Robbins – Andy Dufresne
- Morgan Freeman – Ellis Boyd „Red” Redding, narrator
- Bob Gunton – Naczelnik Samuel Norton
- William Sadler – Heywood
- Clancy Brown – Kapitan Byron Hadley
- Gil Bellows – Tommy Williams
- Mark Rolston – Bogs Diamond
- James Whitmore – Brooks Hatlen

## Nagrody
- Film otrzymał siedem nominacji do Oscara w 1995 roku, jednak nie zdobył żadnej statuetki:
  - Najlepszy aktor: Morgan Freeman
  - Najlepsza muzyka: Thomas Newman
  - Najlepszy dźwięk: Robert J. Litt Elliot Tyson Willie D. Burton Michael Herbick
  - Najlepsze zdjęcia: Roger Deakins
  - Najlepszy film: Niki Marvin
  - Najlepszy montaż: Richard Francis-Bruce
  - Najlepszy scenariusz: Frank Darabont
- Camerimage 1995:
  - Brązowa Żaba: Roger Deakins (zwycięzca)
  - Złota Żaba: Roger Deakins (nominacja)
- Złote Globy 1995:
  - Najlepszy scenariusz: Frank Darabont (nominacja)
  - Najlepszy aktor: Morgan Freeman (nominacja)

## Rankingi i plebiscyty
- Pierwsze miejsce na liście 250 najlepszych filmów w historii według IMDb, z ok. 2,7 mln głosów i oceną 9,3/10 (stan na maj 2023).
- Pierwsze miejsce na liście najlepszych filmów świata w rankingu użytkowników portalu filmowego Filmweb, z ok. 900 tys. głosów i oceną 8,8/10 (stan na listopad 2021).
- Pierwsze miejsce na liście BBC Radio Five Live najlepszych filmów, które nie zdobyły Oscara (2005).
- Pierwsze miejsce w plebiscycie na najlepszy film w historii kina przeprowadzonym przez magazyn Empire (2006).
- Drugie miejsce w ankiecie na najlepsze sceny końcowe w historii kina (spotkanie więźniów) przeprowadzonej przez Diet Coke (2003).
- Drugie miejsce na liście ulubionych filmów Brytyjczyków (2004, w badaniu wzięło udział 200 tys. osób).
- Trzecie miejsce w plebiscycie na 100 najlepszych filmów wszech czasów przeprowadzonym przez telewizję Channel 4 w (2001).
- Trzecie miejsce w plebiscycie na filmy, o których najczęściej rozmawia się przy piwie w angielskich pubach (2003).
- Trzecie miejsce w plebiscycie na najlepsze pożegnanie filmowe: „Get busy living or get busy dying” („Zajmij się życiem lub umieraniem”).
- Czwarte miejsce w plebiscycie magazynu FHM na najlepszy film dekady (2004, wzięło udział 100 tys. osób).
- Siódme miejsce w notowaniach Digital Dreem Door's na najlepszy film lat dziewięćdziesiątych (24 lutego 2005).
- Siódme miejsce w rankingu 100 najbardziej wzruszających momentów filmowych przeprowadzonym przez telewizję Channel 4.
- Siódme miejsce na liście najlepszych ścieżek dźwiękowych według słuchaczy brytyjskiej stacji Classic FM (2001).
- Siódme miejsce w podsumowaniu XX wieku portalu stopklatka.pl w kategorii: najlepszy dramat (2000).
- Ósme miejsce na liście najlepszych filmów lat dziewięćdziesiątych amerykańskiego Stowarzyszenia Krytyków Filmowych (2000).
- Ósme miejsce dla sceny, w której naczelnik więzienia niszczy plakat na ścianie celi Andy'ego Dufresne'a, w plebiscycie na najlepsze momenty w historii kina według strony joblo.com (2001).
- Dziesiąte miejsce na liście 50 najbardziej kultowych filmów magazynu Entertainment Weekly (2003).
- Jeden z trzystu najbardziej inspirujących filmów według AFI.